# Drehbaum
Ein Drehbaum (auch als Drebom oder Dreeboom bezeichnet) ist ein historischer Weihnachtsschmuck, der zur Weihnachtszeit insbesondere im Spreewald aufgestellt wird. Es handelt sich um einen Vorläufer der Weihnachtspyramiden.

## Beschreibung
Ein Drehbaum besteht aus einem Holzgestell mit einem kegelförmigen Grundkörper. An der mittigen Achse sind in mehreren Etagen kreisrunde Scheiben oder Reifen mit von unten nach oben abnehmenden Durchmesser angebracht, auf denen Äpfel, Nüsse, Weihnachtsgebäck und andere weihnachtliche Dekoration oder Kleinfiguren aus der biblischen Geschichte abgelegt werden. Das Gestell kann mit farbigen Stoffen, Papier, aber auch Weidenruten verziert oder angemalt sein. An der Spitze des Drehbaums befindet sich ein Flügelrad, das die gesamte Konstruktion durch die aufsteigende Wärme von darunter aufgestellten Kerzen in Bewegung versetzt. 
Im Unterschied zur Weihnachtspyramide, bei der die Kerzen außerhalb der Pyramide angebracht sind, drehen sich beim Drehbaum die Kerzen mit, da sie auf den Etagen stehen.

## Geschichte
Die Geschichte des Drehbaums reicht vermutlich mehrere hundert Jahre zurück. Vor 1880 waren Weihnachtsbäume in der Region nahezu unbekannt; Nadelbäume waren und sind in der Region kaum vorhanden. Drehbäume wurden oftmals aus Weidenruten geflochten und mit Zweigen von Kirschbäumen geschmückt, die am Andreastag in die Wohnzimmer gebracht wurden und zu Weihnachten erblühten. Der Drehbaum wurde mit einer Preußischen Verordnung von 1910 schrittweise durch Weihnachtsbäume ersetzt und wird heute nur selten aufgestellt.